# Amblypodia aronya
Amblypodia aronya är en fjärilsart som beskrevs av William Chapman Hewitson 1869. Amblypodia aronya ingår i släktet Amblypodia och familjen juvelvingar. Inga underarter finns listade i Catalogue of Life.